# Wenn Liebe so einfach wäre
Wenn Liebe so einfach wäre (Originaltitel: It’s Complicated) ist eine Liebeskomödie aus dem Jahr 2009. In den USA kam der Film am 25. Dezember 2009 in die Kinos, in Deutschland am 21. Januar 2010. Weltweit spielte der Film über 220 Millionen ein.

## Inhalt
Die Bäckereibesitzerin Jane hat drei erwachsene Kinder und ist schon seit geraumer Zeit geschieden. Ihr Ex-Mann Jake hat in der Zwischenzeit die jüngere Agness geheiratet und unterhält eine freundschaftliche Beziehung zu Jane, bis nach der College-Abschlussfeier ihres gemeinsamen Sohnes alte Gefühle wieder aufkommen und sie eine Affäre beginnen, obwohl sich zudem zwischen Jane und ihrem Architekten Adam gerade eine neue Beziehung entwickelt. Auch vor den Kindern wird die gemeinsame Liebschaft geheim gehalten, bis sich Jake von Agness trennt und Jane bittet, zu ihr zurückkommen zu dürfen. Jane möchte sich jedoch auf die Verbindung zu Adam konzentrieren und beendet die Affäre. Jedoch lehnt Adam eine Beziehung mit ihr ab, weil sie noch immer irgendwie in Jake verliebt ist und umgekehrt. Jane und Jake sprechen sich aus. Der Film schließt mit einer Szene, in der Adam und die Bauarbeiter den Anbau für Janes Haus beginnen wollen. Weil es regnet, bittet Jane die Leute herein, und sie und Adam laufen lachend und scherzend gemeinsam unter einem Regenschirm ins Haus hinein.

## Kritik
„Vergnügliche Liebeskomödie, die ihre mangelnde Realitätsnähe durch schlagfertige Dialoge, gelungene Situationskomik und ein feines Gespür für Timing wettmacht, wobei glänzende Schauspieler die Genrekonventionen charmant mit Leben füllen.“

„Nancy Meyers […] wollte hier wohl eine Beziehungskomödie für fortgeschrittene Semester kreieren. Nach dem Motto ‚Für die Liebe ist es nie zu spät‘ begab sie sich mit guten Darstellern auf Publikumsfang. Doch die Gags wollen nicht wirklich zünden und ob tatsächlich gleich zwei Männer eine Meryl Streep erobern möchten, sei mal dahingestellt. Auch wenn ein paar der dreisten Eroberungsversuche zum Schmunzeln anregen, eine gute Komödie machen die paar gelungenen Szenen noch nicht aus.“

## Auszeichnungen
Obwohl Meryl Streep bereits für Julie & Julia für den Golden Globe nominiert wurde, wurde sie auch für Wenn Liebe so einfach wäre nominiert und hat somit zwei Nominierungen in derselben Kategorie. Sie gewann den Preis jedoch für Julie & Julia.
Der Film selbst erzielte ebenfalls eine Nominierung für den Besten Film (Komödie/Musical) und Nancy Meyers konnte das Rennen um eine weitere Golden-Globe-Nominierung in der Kategorie des Besten Drehbuchs machen.
Die Deutsche Film- und Medienbewertung FBW in Wiesbaden verlieh dem Film das Prädikat wertvoll.